# Cataratas Livingstone

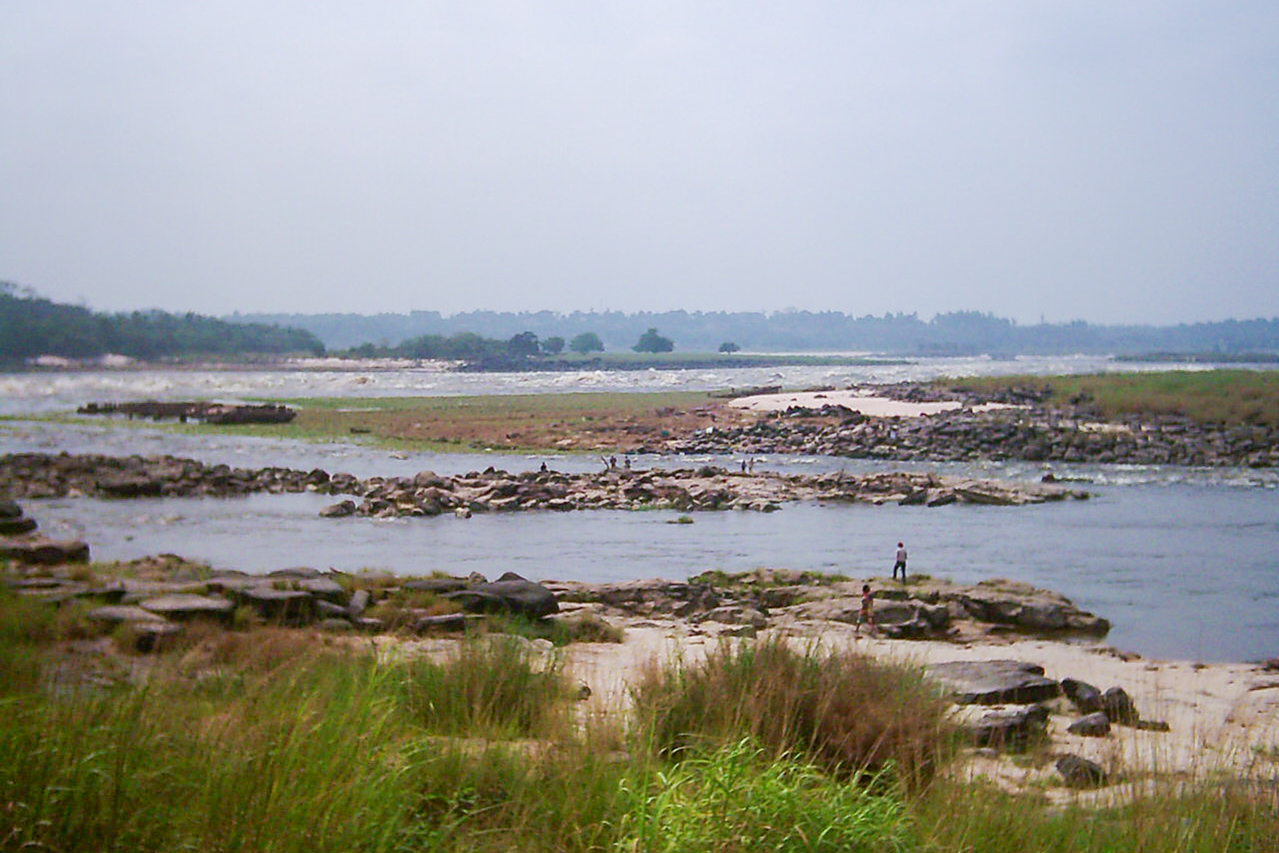
El inicio de las cataratas Livingstone, cerca de Kinshasa

Las cataratas Livingstone (en francés Chutes de Livingstone), llamadas así en honor a David Livingstone, son una serie de 32 rápidos y cascadas localizadas en el río Congo, aguas abajo de Malebo Pool hasta terminar casi en la costa (un tramo que va entre la capital Kinshasa y la ciudad costera de Matadi).
La caída total del tramo de cataratas y cascadas, de unos 350 km, es de aproximadamente de 260 m. Las cataratas impiden la navegación del curso inferior del río Congo, causa por la que se construyó a finales del siglo XIX el ferrocarril entre Matadi y la entonces llamada Léopoldville (Kinshasa), impulsado por el afán de beneficios del rey Leopoldo II de Bélgica con el comercio del marfil y del caucho en el Estado Libre del Congo.

## Historia y denominación
La denominación de cataratas Livingstone, en honor al explorador escocés, David Livingstone, que solo recorrió el tramo superior del río Congo, sin alcanzar esta zona del río, le fue impuesto por el también explorador Henry Morton Stanley que entre 1874 y 1877 recorrió el cauce completo del río hasta su desembocadura.
- Datos: Q559340
- Multimedia: Livingstone Falls / Q559340